# George Beesley
Pour les articles homonymes, voir Beesley.
George Beesley (ou Bisley) (vers 1562 à Goosnargh, Lancashire – exécuté le 2 juillet 1591 sur Fleet Street, Londres est un prêtre catholique anglais sous le règne d'Élisabeth Ire. 

## Biographie
Né dans une famille restée fidèle à l'Église catholique il décide à l'âge adulte de devenir prêtre. Afin de réaliser son projet il se rend à Reims au Collège anglais rattaché à l'université de la ville et y reçoit sa formation théologique en vue du sacerdoce. Il est ordonné dans cette même ville le 14 mars 1587.
Après son ordination, il retourne en Angleterre et mène une vie discrète caché pendant près de deux années à Londres et dans le nord du pays où il exerce son ministère auprès de ceux restés fidèles à l'Église catholique. Il est finalement arrêté et détenu à Londres où il est interrogé. Torturé à plusieurs reprises afin de donner les noms d'autres prêtres catholiques comme lui il tient bon. Il est finalement exécuté le 2 juillet 1591 par pendaison, éviscération et écartèlement selon la supplice réservé aux traîtres.

## Vénération
Reconnu martyr par l'Église catholique, George Beesley est vénéré comme bienheureux. George Beesley a été béatifié le 22 novembre 1987 par le pape Jean-Paul II. Il est l'un des quatre-vingt-cinq martyrs d'Angleterre et de Galles béatifiés par ce dernier et est fêté le 1er juillet en compagnie de Montford Scott.